# Gerry Birrell
Gerald Hussey Buchanan Birrell (Glasgow, 30 luglio 1944 – Rouen, 23 giugno 1973) è stato un pilota automobilistico britannico.

## Biografia
Nato in un sobborgo di Glasgow, Birrell lasciò la scuola all'età di 15 anni per lavorare come apprendista presso un rivenditore BMC. Acquisì un grande bagaglio tecnico lavorando come meccanico per suo fratello Graham. Dopo aver vinto un campionato in Scozia al volante di una Singer Chamois, iniziò a correre in monoposto a 24 anni, un'età relativamente tarda. Iniziò in Formula Vee a 1967 inoltrato, gareggiando a Ingliston e finendo secondo dopo aver duellato per la vittoria con Nick Brittan, ai tempi considerato il miglior pilota della categoria. In seguito Birrell si spostò a sud per correre in Formula Ford, sfidando futuri campioni di Formula 1 come Emerson Fittipaldi e James Hunt. Passò a gareggiare in Formula 3 e Formula 2 a partire dal 1970, guidando una Lotus 69 e delle Brabham private. Birrell si cimentò anche nelle gare turismo, ottenendo una vittoria di classe alla 24 Ore di Le Mans 1972 al volante di una Ford Capri.
Nel 1973, viste le sue prestazioni, Birrell era dato per favorito alla sostituzione di Jackie Stewart nel team Tyrrell per l'anno successivo. La sua ascesa in Formula 1 fu purtroppo interrotta da un incidente molto grave durante le qualifiche del Trophee D'Europe di Formula 2 a Rouen: a causa dell'afflosciamento di uno pneumatico la sua Chevron B25 uscì di pista alla famigerata curva Six Freres, andando a schiantarsi contro un guard rail fissato male. La barriera fu sollevata dalla forza dell'impatto, lasciando libero il passaggio alla vettura. Birrell morì per le gravi lesioni interne riportate nello schianto.